# Tomasz Gietek
Tomasz Gietek (ur. 14 czerwca 1949 w Łomży, zm. 5 kwietnia 2023 tamże) – polski polityk, rolnik i samorządowiec, poseł na Sejm II kadencji.

## Życiorys
Syn Jerzego i Heleny. Ukończył w 1968 Technikum Ekonomiczne w Łomży, następnie zajął się pracą w rolnictwie. Działał w organizacjach rolniczych. Był wiceprezesem (1999–2003) i prezesem (2003–2011) Podlaskiej Izby Rolniczej. Wchodził w skład rady nadzorczej OSM w Piątnicy.
W latach 1993–1997 był posłem II kadencji z listy Polskiego Stronnictwa Ludowego z okręgu łomżyńskiego; w 1997 nie uzyskał reelekcji. Od 2001 do 2002 sprawował mandat radnego sejmiku podlaskiego. Bez powodzenia kandydował w wyborach samorządowych w 2002 z ramienia PSL i w 2006 z ramienia Prawa i Sprawiedliwości (jako przedstawiciel nowego ugrupowania PSL „Piast”). Powrócił potem do PSL, był kandydatem tej partii w wyborach samorządowych w 2010.
W 2011 odznaczony Krzyżem Kawalerskim Orderu Odrodzenia Polski. W 2000 otrzymał Złoty Krzyż Zasługi.
Został pochowany na cmentarzu katedralnym w Łomży.